# Сафронов Станіслав Олександрович
Сафронов Станислав Александрович (17 червня 1956, Знам'янка, Кіровоградська область) — міський голова Дніпродзержинська з 2010 року. Змінив на посту глави міста Я. С. Корчевського. Голова міської організації Партії регіонів Дніпродзержинська

## Ранні роки
Народився в селищі Знам'янка Кіровоградської області 17 червня 1956 р. у сім'ї робітників. У віці семи років почав навчання в Знам'янській середній школі № 6. До 1963 року з сім'єю жив у Знам'янці. У 1963 сім'я переїхала в місто Дніпропетровськ, де і продовжив навчання в СШ № 13.

## Освіта та спорт
За результатами Перших Молодіжних ігор Радянського Союзу був включений у збірну команду СРСР.
1976 року став кандидатом в Олімпійську збірну Радянського Союзу. Після чого виступив одним із засновників національної ліги професійного боксу України і є її Почесним президентом.
1980 року закінчив Дніпропетровський інститут фізичної культури та спорту. Після закінчення спортивної кар'єри Станіслав отримав другу вищу освіту в Полтавському кооперативному інституті за фахом — економіст.
1997 року закінчив Дніпропетровський державний аграрний університет. Захистив дисертацію на тему «Трансформація економічних функцій держави в перехідний період».

## Трудова біографія
З 1981 року — система Дніпропетровського облспоживспілки.
З 1988 по 1997 року — директор одного з найбільших підприємств переробної промисловості «Укркоопсоюзу» — Дніпродзержинського виробничого комбінату.
З 1997 по квітень 1998 року — обраний на посаду Голови Ради акціонерів ЗАТ «Дніпродзержинський завод продтоварів».

## Авторське видання
У 1998 році отримує вчене звання — доцента кафедри економічної теорії та економіки сільського господарства, стає автором двох монографій «Держава в економічній системі суспільства», трьох навчальних посібників з економічної теорії, та 15 наукових статей у вітчизняних та зарубіжних виданнях.

## Політика
У 1994 році отримав підтримку виборців на виборах в Дніпродзержинську міську раду.
Народний депутат України 3-го скликання 03.1998-04.2002, виборчій округ № 30, Дніпропетровська область. На час виборів: голова ради АТЗТ «Дніпродзержинський завод продтоварів», член Всеукраїнського об'єднання «Громада». Член фракції «Громада» (05.1998-03.1999), уповноважений представник фракції «Батьківщина» (03.1999-04.2001). Член Комітету з питань економічної політики, управління народним господарством, власності та інвестицій (з 07.1998).
З 2003 по 2008 року — пропрацював на посаді першого заступника Голови Державного комітету України з державного матеріального резерву.
У 2004 році брав участь у виборах президента України і керував одним зі штабів В. Ф. Януковича.
03.2006 кандидат в народні депутати України від СПУ, № 126 в списку. На час виборів: тимчасово не працював, член СПУ.
У 2010 році — став довіреною особою тепер вже Президента України.
У 2010 році — здобув перемогу на виборах за посаду мера міста Дніпродзержинська.

## Нагороди
У 1999 році отримав Подяку Президента України.
У 2001 році Указом президента було присвоєно звання Заслуженого працівника промисловості України.
У 2004 році — «Заслужений працівник держкомрезерву».
У 2004 році нагороджений орденом «Преподобного Нестора Літописця», У 2007 році нагороджений ювілейною медаллю «Харківський собор» — 15 років", У 2008 році за рішенням Священного Синоду Української Православної Церкви нагороджений орденом «1020-річчя Хрещення Русі».